# Takayuki Komine
Takayuki Komine (jap. 小峯 隆幸, Komine Takayuki; * 25. April 1974 in der Präfektur Saitama) ist ein ehemaliger japanischer Fußballspieler.

## Karriere
Komine erlernte das Fußballspielen in der Schulmannschaft der Teikyo High School und der Universitätsmannschaft der Juntendo-Universität. Seinen ersten Vertrag unterschrieb er 1998 bei den Tokyo Gas (heute: FC Tokyo). Der Verein spielte in der zweithöchsten Liga des Landes, der Japan Football League. 1999 wurde er mit dem Verein Vizemeister der J2 League und stieg in die J1 League auf. Für den Verein absolvierte er 107 Spiele. Im August 2003 wechselte er zum Ligakonkurrenten Vegalta Sendai. 2004 wechselte er zum Ligakonkurrenten Kashiwa Reysol. 2005 wechselte er zum Zweitligisten Tokushima Vortis. Für den Verein absolvierte er 23 Spiele. Danach spielte er bei den FC Gifu. Ende 2008 beendete er seine Karriere als Fußballspieler.